# Joan Woodbury
Pour les articles homonymes, voir Woodbury.

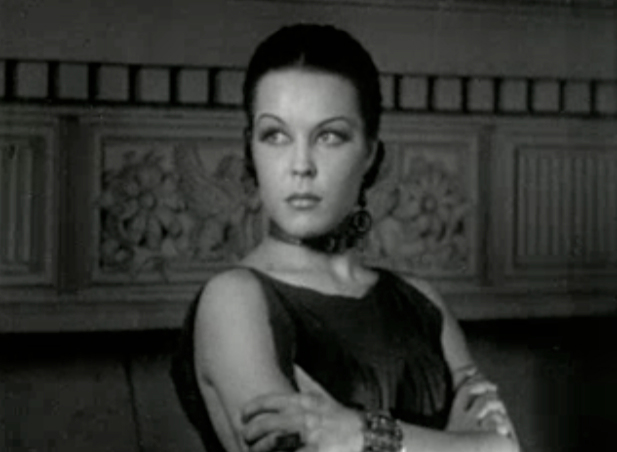
Dans The Rogues Tavern (1936)

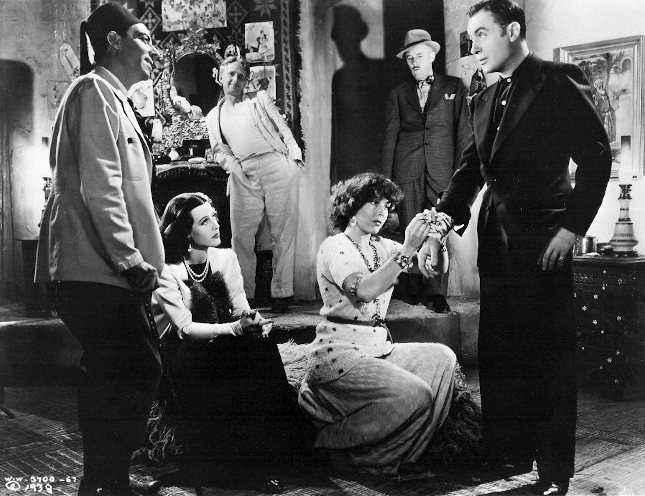
De g. à d. : Joseph Calleia, Hedy Lamarr, Ben Hall,
Joan Woodbury, Charles D. Brown et Charles Boyer,
dans Casbah (1938)

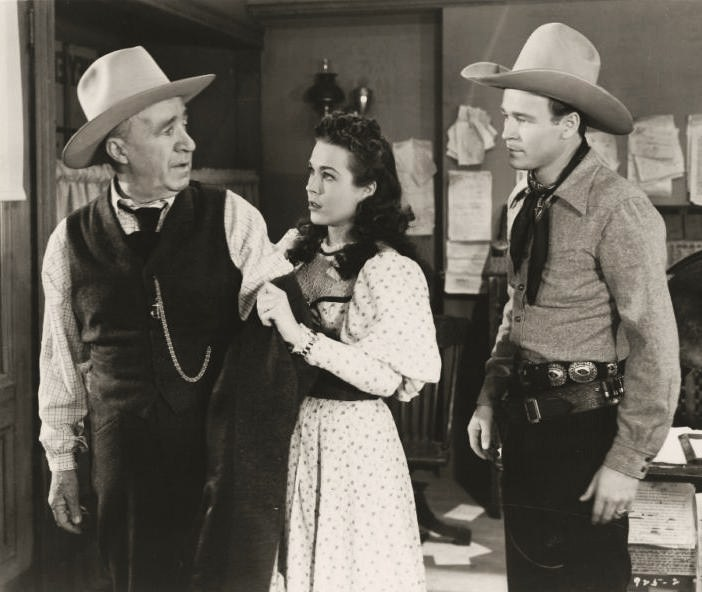
Avec J. Farrell MacDonald (à g.) et Roy Rogers,
dans In Old Cheyenne (1941)

Joan Woodbury est une actrice américaine, de son nom complet Joan Elmer Woodbury, née le 17 décembre 1915 à Los Angeles (Californie), morte le 22 février 1989 à Desert Hot Springs (Californie).

## Biographie
Joan Woodbury débute au cinéma avec des petits rôles non crédités dans dix films sortis en 1934 (ex. : Le Comte de Monte-Cristo de Rowland V. Lee, avec Robert Donat dans le rôle-titre) et 1935 (ex. : L'Appel de la forêt de William A. Wellman, avec Clark Gable et Loretta Young). Elle tient son premier rôle crédité (sous le pseudonyme non réutilisé de Nana Martinez) dans le western The Eagle's Brood (en) de Howard Bretherton (1935, avec William Boyd). Jusqu'en 1949, elle contribue en tout à soixante-quinze films américains, principalement de série B, dont quinze westerns.
Mentionnons Casbah de John Cromwell (1938, avec Charles Boyer et Hedy Lamarr ; remake de Pépé le Moko, où elle reprend le rôle d’Aïcha tenu initialement par Olga Lord), Le Roi des zombies de Jean Yarbrough (1941, avec Mantan Moreland et Henry Victor), In Old Cheyenne (en) de Joseph Kane (1941, avec Roy Rogers), Les Desperados de Charles Vidor (1943, avec Randolph Scott, Glenn Ford et Claire Trevor), ou encore Brenda Starr, Reporter (en) de Wallace Fox, inspiré par le comic strip du même nom (serial, 1945, avec Syd Saylor et Wheeler Oakman ; rôle-titre).
En 1938, Joan Woodbury épouse l'acteur Henry Wilcoxon (1905-1984) et se retire quasiment en 1949 pour se consacrer à sa famille. Elle revient toutefois pour trois ultimes films, deux sortis en 1956, le dernier en 1964. L'avant-dernier est Les Dix Commandements de Cecil B. DeMille (version de 1956, avec Charlton Heston et Yul Brynner), second film aux côtés de son mari — dont elle divorce en 1971 —, après Chasing Danger de Ricardo Cortez (1939).

## Filmographie partielle
- 1934 : Le Comte de Monte-Cristo (The Count of Monte Cristo) de Rowland V. Lee
- 1935 : La Fiancée de Frankenstein (The Bride of Frankenstein) de James Whale
- 1935 : L'Appel de la forêt (The Call of the Wild) de William A. Wellman
- 1935 : The Eagle's Brood (en) de Howard Bretherton
- 1935 : Bulldog Courage (en) de Sam Newfield
- 1936 : La Taverne maudite (The Rogues' Tavern) de Bob Hill
- 1936 : The Lion's Den (en) de Sam Newfield
- 1936 : Anthony Adverse de Mervyn LeRoy
- 1936 : Song of the Gringo de John P. McCarthy
- 1937 : On lui donna un fusil (They Gave Him a Gun) de W. S. Van Dyke
- 1937 : Living on Love de Lew Landers
- 1937 : Charlie Chan à Broadway (Charlie Chan on Broadway) d'Eugene Forde
- 1937 : Forty Naughty Girls d'Edward F. Cline
- 1937 : Super-Sluth de Benjamin Stoloff
- 1937 : The Luck of Roaring Camp d'Irvin Willat
- 1938 : Always in Trouble de Joseph Santley
- 1938 : Casbah (Algiers) de John Cromwell
- 1938 : Night Spot de Christy Cabanne
- 1938 : Bureau du chiffre secret (Cipher Bureau) de Charles Lamont
- 1938 : Passport Husband de James Tinling
- 1938 : While New York Sleeps (en) d'H. Bruce Humberstone
- 1939 : Mystery of the White Room d'Otis Garrett
- 1939 : Chasing Danger de Ricardo Cortez
- 1940 : Barnyard Follies de Frank McDonald
- 1940 : Chercheurs d'or (Go West) d'Edward Buzzell
- 1941 : In Old Cheyenne (en) de Joseph Kane
- 1941 : Le Roi des zombies (King of the Zombies) de Jean Yarbrough
- 1941 : Confessions of Boston Blackie d'Edward Dmytryk
- 1941 : Le Roméo errant (Ride on Vaquero) d'Herbert I. Leeds
- 1941 : Paper Bullets ou Gangs, Inc. de Phil Rosen
- 1942 : Sunset Serenade de Joseph Kane
- 1942 : The Living Ghost de William Beaudine
- 1942 : Man from Headquarters de Jean Yarbrough
- 1942 : Le Mystérieux Docteur Broadway (Dr. Broadway) d'Anthony Mann
- 1942 : Sweetheart of the Fleet de Charles Barton
- 1942 : A Yank in Libya d'Albert Herman
- 1943 : Les Desperados (The Desperadoes) de Charles Vidor
- 1943 : La Manière forte (The Hard Way) de Vincent Sherman
- 1943 : You Can't Beat the Law ou Prison Mutiny de Phil Rosen
- 1944 : Bonnie Lassie de William Shea (court métrage)
- 1944 : Le Chat chinois (Charlie Chan in The Chinese Cat ou The Chinese Cat) de Phil Rosen
- 1945 : L'Or et les Femmes (Bring on the Girls) de Sidney Lanfield
- 1945 : Brenda Starr, Reporter de Wallace Fox (serial)
- 1945 : Flame of the West de Lambert Hillyer
- 1946 : La Mélodie du bonheur (Blue Skies) de Stuart Heisler
- 1947 : The Arnelo Affair d'Arch Oboler
- 1948 : Here Comes Trouble (en) de Fred Guiol
- 1956 : Celui qu'on n'attendait pas (Come Next Spring) de R. G. Springsteen
- 1956 : Les Dix Commandements (The Ten Commandments) de Cecil B. DeMille